# Isolotti Camene
Gli isolotti Camene, scogli Camegnach o Caminisgnach (in croato: Kamešnjak Veli e Kamešnjak Mali) sono due isolotti disabitati della Croazia, che fanno parte dell'arcipelago di Sebenico. Sono situati a ovest di Sebenico, a sud delle isole di Cacan e Capri. Amministrativamente appartengono alla regione di Sebenico e Tenin come frazione del comune di Sebenico.

## Geografia
Gli isolotti si trovano nel canale di Zuri (Žirjanski kanal), il tratto di mare che divide l'omonima isola da quella di Cacan, all'ingresso meridionale del canale di Cacan (Kakanski kanal), che divide quest'ultima da Capri. I due isolotti, situati a sud e a sud-est dalla punta Cacan di Scirocco (rt Kakan) segnalata da un faro, hanno più o meno le stesse dimensioni, anzi il cosiddetto "grande" è di poco minore del "piccolo":
- Camene Grande[2] (Kamešnjak Veli), isolotto situato circa 400 m[1] a sud di punta Cacan di Scirocco. Ha una forma arrotondata con una piccola punta che si allunga a sud-ovest; ha una superficie di 0,072 km²[12], uno sviluppo costiero di 1,31 km[12] e un'altezza di 19 m[1];
- Camene Piccolo[2] (Kamešnjak Mali), circa 700 m[1] a sud-est di capo Cacan di Scirocco e 400 m[1] a est di Camene Grande; si trova inoltre circa 1,6 km[1] a ovest di punta Lemes[13] o Lemene[5][14] (rt Lemeš), l'estremità sud-est di Capri. Ha una superficie di 0,074 km²[12], uno sviluppo costiero di 1,11 km[12] e un'altezza di 21 m[1] 43°40′24″N 15°42′01″E.

### Isole adiacenti
- Isolotti dei Sorci (Mišjak Veli e Mišjak Mali), a est di punta Lemes.
- Finocchio[8][15] o Coromasni[6] (Koromašna), scoglio 1,6 km[1] a sud di Camene Grande, vicino alla costa di Zuri, a est di val Finocchio; ha una superficie di 0,012 km²[12], uno sviluppo costiero di 0,47 km[12] e un'altezza di 10 m[1] 43°39′24″N 15°41′06″E.

### Cartografia
- (HR) Mappa topografica della Croazia 1:25000, su preglednik.arkod.hr. URL consultato il 30 settembre 2017.
- G. Giani, Carta prospettiva delle Comuni censuarie della Dalmazia, foglio 6, 1839. Fondo Miscellanea cartografica catastale, Archivio di Stato di Trieste.
- Carta di cabottaggio del mare Adriatico, foglio VII, Milano, Istituto geografico militare, 1822-1824. URL consultato il 30 settembre 2017 (archiviato dall'url originale il 13 aprile 2013).